# 徐洪河
徐洪河位于中国江苏省西北部，是一条以南水北调为主，具有防洪、排涝、航运等综合效益的人工河道。徐洪河南起江苏泗洪县东部龙集镇河口村，洪泽湖顾勒河口，沿安河故道向北，经睢宁县东部和宿迁市西部，跨废黄河、民便河后于邳州市南部八路镇刘集村与房亭河相通。全长187公里。其中干河120公里，利用房亭河67公里（至荆山引河口）。根据南水北调工程东线规划，徐洪河将作为东线的一部分，向北送水。

## 技术概况
流域面积12400km2，耕地66.7万hm2，总人口570万人。 

### 输水
徐洪河是连通三湖：洪泽湖、骆马湖、微山湖，向北调水，向南排水，结合通航的多功用河道。国家推进南水北调东线二期工程前期工作，徐洪河将维持一期工程输水水位不变，计划对徐洪河单侧向西拓挖，河道底宽将达到80～140米、水深5～7米，全线桥梁按照净空7米，跨径130米及以上予以改建，满足三级航道标准。 
- 沙集闸站
- 黄河北控制工程
- 魏工分洪道
- 白马河分洪道
- 大庙抽水站
- 单集抽水站
- 刘集地涵

### 航运
徐宝线航道（徐州—宝应）北段为徐洪河，通过洪泽湖与金宝航道相连，形成贯穿全省南北、与京杭大运河平行的又一条水运大动脉。被交通运输部、水利部规划为五级航道升级为三级航道，通行船舶吨位将由300吨提高至1000吨。
刘集枢纽位于徐洪河与房亭河相交处。
刘集枢纽向西的房亭河沿线设有大庙、单集、刘集3个水利枢纽,长约63km, 因未兴建船闸仅区间通航, 航宽26～43m，水深2.5m以上。其上有桥梁30座, 多数未达到五级标准
刘集枢纽向东的房亭河长约7km, 东与京杭运河徐扬段相连, 定级为五级, 现状六～七级。刘集东船闸年通过量高达900万吨，2006年底建成投运后徐洪河航道从盲肠编为北接大运河，南接洪泽湖，过往船舶流量日益增加，为京杭大运河航道减轻了压力。
刘集枢纽向南至洪泽湖基本为南北向，长约123.3km, 设有沙集水利枢纽，沙集船闸1993年由江苏省交通厅投资兴建，1996年建成，设计通过能力600万t。沙集船闸上游的黄河北闸设有2个通航孔, 常年绝大部分时间上、下游水位齐平, 可开通闸过船。航道基本达到五级, 航宽33～114m，可通航300吨级船舶。从徐洪河至民便河下游的陈集节制闸建有小型套闸, 能通行50t以下的船舶进入民便河下游的等外级航道进入中运河。徐洪河进入徐沙河设“徐沙河沙集船闸”。

### 防洪
利用刘集地下涵洞南侧的排洪，调度沂沭泗洪水经徐洪河南排泄洪250-400m3/s，减少黄墩湖滞洪的机率，保障黄墩湖地区2.1万hm2耕地和22.2万人生命财产的安全，而且当骆马湖遇超标准洪水，黄墩湖滞洪后，徐洪河也是黄墩湖地区退水的主要出路，以利尽快恢复滞洪区的生产。
废黄河为高出地面4-6m的悬河，在徐洪河以西的废黄河流域面积885km2，自成独立水系，成为淮河流域沂沭泗水系和濉安河水系的分水岭。按江苏省对废黄河的统一治理规划，采取分段截流，梯级控制，增辟洪水出路等治理原则。徐洪河与废黄河平交，徐洪河右堤封堵了废黄河的下游河道。徐州段废黄河洪水分三段治理： 
- 徐州市以上段分洪入不牢河和郑集河；
- 徐州--峰山段，兴建了白马河分洪道，分洪1403/s入徐洪河房亭河段
- 峰山--徐洪河段，开辟了魏工分洪道，分洪503/s入徐洪河

### 排涝
徐洪河直接承担废黄河以南原安河流域徐沙河、龙河等支流2300km2的涝水，河道排水标准达五年一遇。徐洪河也为废黄河以北运西地区提供了相机排涝的机会，大大减轻黄墩湖地区的农田受灾程度。
房亭河由于扩大开挖， 河道排涝标准也由原来的不足三年一遇提高到五年一遇。

## 历史
1958年提出徐洪河规划。
1974年汛后徐州地区正式提出开挖徐洪河，用于将境内的涝水直接排入洪泽湖，在干旱时将洪泽湖水源引进徐州。其时，江苏省水利厅正搞江水北调工程规划，计划增辟调水新线，进一步扩大南水北调的规模。1976年江苏省计委批准开工实施。1978年6月在天津召开的南水北调规划现场初审会议列为部商项目。1976至1979年，徐州地区组织民力在泗洪、宿迁、睢宁、邳州境内开挖南段河道92.25公里。1980年工程缓建下马。
1986年至1989年徐州市连年大旱。特别是1988年特大干旱，抽引江水5亿立方米接济徐州，但受旱面积仍然达到35万公顷，粮食减产4亿公斤。徐州市决定增辟水源，缓解水资源紧缺矛盾。徐洪河续建工程得到国家有关部委批复，工程项目包括继续开挖沙集以北干河27.25公里，拓宽疏浚房亭河50公里，沿线新建和改造沙集、单集、大庙4座翻水站、刘集地涵等建筑物75座，总土方2800万立方米，废黄河沿线配套工程。省批控制经费1.2亿元，实际投资1.63亿元。计划“两年实施，一年扫尾”。续建工程按200流量设计，近期可从洪译湖直接引水20至30立方米每秒，每年可翻水5.5亿立方米进入徐州市，可增加水稻面积30-50万亩，扩大水浇地100万亩，预计每年增产粮食1.5-2.5亿公斤。需征地1.3万亩，拆迁房屋7000间，1196个拆迁户。
1990年3月7日，徐洪河续建工程在铜山县大庙镇枢纽工地开工。内容为拓宽疏浚房亭河50公里，开挖邳县境内干河2.6公里和睢宁县废黄河切滩，总土方1265万方。1990年11月初，组织邳州市和铜山县51个乡镇30万民工，手扶拖拉机2万台，平板车6万辆利用冬闲时间参加徐洪河工程大会战，解决了柴油8000多吨，煤炭17 000吨。12月中旬结束，共完成土方1265万立方米。徐洪河续建一期工程于1991年5月竣工。
1991年9月1日徐洪河续建二期工程在睢宁县境内施工，内容为开挖南自沙集，北至浦棠废黄河北岸全长23.1km的干河和8.5km的魏工分洪道，兴建沙集枢纽、废黄河北闸、徐淮公路桥、刘圩公路桥等。总土方1500多万立方米。参加施工的有新沂、邳州、沛县、丰县、睢宁、铜山等6县（市），至1992年1月中旬基本完成。
1992年徐洪河龙头工程—沙集枢纽工程竣工。1993年6月沙集翻水站建成，徐洪河续建工程全部完成。徐洪河总计土方8700万m3，总投资4.4亿元。
1994年8月，骆马湖水通过徐洪河防水2亿m3，“引沂济淮”，缓解了洪泽湖周边旱情，减轻了淮河来水的水质污染灾害。
为使江淮水北调工程能够继续向湖西丰、沛地区，1996年实施了郑集河扩大工程，扩建了郑集站、范楼站、梁寨站和侯阁站，丰县又实施了东水西调工程，改善了徐州市西北部高亢地区严重缺水的局面。在1997年秋季大面积的干旱威胁下，丰、沛两县积极调引了近1亿m3的抗旱用水。
2008年国家将徐洪河列为南水北调工程东线调水的复线河道，承担着向华北地区送水的重要任务。     